# Rua das Flores (telenovela)
Rua das Flores é uma telenovela portuguesa transmitida pela TVI entre 18 de abril de 2022 e 10 de setembro de 2022. 
Foi produzida pela Plural Entertainment e uma ideia original de Cristina Ferreira desenvolvida por Roberto Pereira e Eva Jesus Gonçalves, contando com filmagens em Lisboa. Foi transmitida nos finais de tarde do canal. Devido aos mínimos de audiência atingidos, a partir de agosto de 2022, a novela foi transmitida entre as 18h30 e as 19h. Contudo, 15 dias depois de ver o seu horário alterado, a novela regressa ao horário original de transmissão para a exibição dos últimos episódios. 
Devido ao Especial Informação dedicado à morte da Rainha Isabel II, a TVI decidiu exibir o último episódio sábado à noite, dia 10 de setembro de 2022 a partir das 23h. Terminou com apenas uma temporada produzida, devido às fracas audiências alcançadas.
É protagonizada por Ana Bola, José Pedro Gomes, Eduardo Madeira e Matilde Breyner.

## Sinopse
Tília (Ana Bola) não impinge o seu trabalho a ninguém, no entanto, todos na Rua das Flores a procuram, embora ninguém o admita por vergonha e por ninguém querer acreditar verdadeiramente nas suas profecias que, em boa verdade, acabam sempre por se concretizar. E é justamente no concretizar de uma dessas profecias que começa a história…
A Rua das Flores é muito mais que a dona Tília. É uma rua também invulgar, por numa das pontas estar a ser construído um prédio, que a tornará uma rua sem saída. E se aquela população já tinha guerras de sobra por cada um dos lados da rua pertencer a freguesias diferentes, agora terão um conflito ainda maior: é que a rua vai passar a ser um beco, derivado de uma construção que ninguém conhece o dono.
Não há dia em que as confusões não sejam mais do que muitas, o que vai piorar quando descobrirem que desapareceu o caderno onde Tília apontava todas as suas previsões. Ou seja, está lançado o pânico na Rua das Flores!
É que se o caderno desapareceu, alguém o tem. E esse alguém passará a saber tudo sobre a vida de toda a gente. E não existe por ali, quem não tenha segredos a esconder… segredos esses que vão começar a ser espalhados, sem revelar quem são. E todos os habitantes passam a desconfiar um dos outros.

## Elenco
| Ator/Atriz        | Personagem         |
| ----------------- | ------------------ |
| Ana Bola          | Tília              |
| José Pedro Gomes  | Arnaldo            |
| Eduardo Madeira   | Jasmim             |
| Matilde Breyner   | Rosa               |
| Almeno Gonçalves  | Tavares            |
| Carlos Cunha      | Fernando           |
| Julie Sergeant    | Íris               |
| António Melo      | Constantino        |
| Joaquim Horta     | Engenheiro Pedrosa |
| Paula Neves       | Frésia             |
| David Carreira    | Fábio Filipe       |
| Patrícia Tavares  | Estrelícia         |
| André Nunes       | Eduardo            |
| Susana Blazer     | Flora              |
| Inês Faria        | Dália              |
| Pedro Diogo       | "Sergei"           |
| Sofia Grillo      | Violeta            |
| Francisca Ribeiro | Magnólia           |
| Mafalda Tavares   | Angélica           |
| Joana Coelho      | Margarida          |
| Flávio Gil        | André Joaquim      |
| Paulo Futre       | Ele Próprio        |

### Elenco Adicional
| Ator/Atriz          | Personagem |
| ------------------- | ---------- |
| Carolina Castelinho | Flor       |
| Nuno Pardal         | Marcolino  |
| Rita Lello          | Hortênsia  |
| Rita Calçada Bastos | Alexandra  |
| Ana Nave            | Carmen     |
| Carolina Frias      | Cláudia    |

### Participação
| Ator/Atriz                  | Personagem    |
| --------------------------- | ------------- |
| Bernardo Sousa              | [ 6 ]         |
| Crossover com Festa é Festa |               |
| Pedro Teixeira              | Tomé Trindade |
| Ana Guiomar                 | Aida Trindade |

## Audiência
Na estreia, dia 18 de abril de 2022, Rua das Flores rendeu 9.7 de audiência média e 21.4% de share, em média, 920.100 espectadores seguiram o início da trama, que teve ainda um pico de 10.2/21.9%, na liderança, colocando "O Preço Certo" (RTP1) em 2º e o diário de "Casados à primeira vista" (SIC) em 3º, com o pior resultado da temporada.
Ao segundo episódio, Rua das Flores não manteve a liderança frente ao primeiro episódio e marcou 7.5 de audiência média e 18.3% de share, com 708.000 espectadores, o pico foi de 8.0/18.3%, perdendo para "O Preço Certo" (RTP1) mas manteve-se por cima do diário do "Casados à primeira vista" (SIC).
Ao terceiro episódio e por aí adiante, caiu para 3° lugar nas audiências e desde então não agradou o público, acabando por ter o seu final marcado para setembro seguinte.
No dia 6 de junho de 2022, Rua das Flores marca seu pior resultado até então, desde a estreia com 4.0 de rating e 10.5% de share, com 381.500 espectadores. O pico foi de 4.5/11.4%. Em 10 de junho, Rua das Flores marca seu pior resultado até então, com 3.6 de audiência média e 9.8% de share, com 339.900 telespectadores.
A 5 de julho, continua em queda nas audiências e registou 3.5 de rating com 9.4% de quota média de mercado. Com 331.800 espectadores, o pico foi de 4.6/11.6%. A 7 de julho, Rua das Flores marca seu pior resultado, com 3.0 de audiência média e 8.2% de share com 287.300 telespectadores.
O último episódio, dia 10 de setembro de 2022, Rua das Flores, marcou 3.9 de audiência média e 12.5% de share. Com inicio pelas 23h, cerca de 367.500 telespectadores seguiram os 67 minutos de Rua das Flores.
| Média | Média    | Episódios exibidos | Rating | Share | Ref. |
| ----- | -------- | ------------------ | ------ | ----- | ---- |
| 2022  | Abril    | 10                 | 5.7    | 16.0% | ...  |
| 2022  | Maio     | 22                 | ...    | ...   | ...  |
| 2022  | Junho    | 21                 | ...    | ...   | ...  |
| 2022  | Julho    | 19                 | ...    | ...   | ...  |
| 2022  | Agosto   | 23                 | ...    | ...   | ...  |
| 2022  | Setembro | 7                  | ...    | ...   | ...  |
| Total | Total    | 102                | ...    | ...   | ...  |